# ナムディンFC
テップ・サイン・ナムディンFC（ベトナム語: Câu-lạc-bộ Bóng-đá Nam-Định, 英: Thép Xanh Nam Định Football Club）はベトナム北部の都市ナムディンを本拠地とするサッカークラブである。Vリーグ1に所属する。ホームスタジアムはティエンチュオン・スタジアム。

## 概要
1965年に Thanh niên Nam Hà として設立された。1978年に Công nghiệp Hà Nam Ninh （ハーナムニン工業）にクラブ名が変更された。ハーナムニン工業は1985年にベトナムサッカーリーグを制したが、1989年に解散した。その後1991年にナムディンをホームとしてナムディンが再建された。当初A2（3部リーグ）に属していたが、 1992年にはA1（2部リーグ）、1997年には1部リーグのVリーグに上がった。
その後はスポンサーが付く度にクラブ名にスポンサーの名前が付加されている：
- Sông Đà Nam Định（2003年）
- Mikado Nam Định（2006年）
- Đạm Phú Mĩ Nam Định（2007年）
- Mikado Nam Định（2008年）
- Megasta Nam Định（2009年～2010年）
- Mikado Nam Định（2011年～2012年）
- Nam Định（2013年～2019年)
- Dược Nam Hà Nam Định（2019年～2020年）
- Nam Định（2021年～2022年)
- Thép Xanh Nam Định（2023年～)

## タイトル
- リーグ:2回
  - 1985年（前身のハーナムニン工業時代）2023-24
- カップ:1回
  - 2007年

## AFC大会での成績
- AFCチャンピオンズリーグ: 1回出場
  - 2008: グループステージ敗退